# Copa de Campeones de la Concacaf 2008
La Copa de Campeones de 2008 fue la cuadragésima tercera edición de la Copa de Campeones de la Concacaf, torneo de fútbol a nivel de clubes más importante de Norteamérica, Centroamérica y el Caribe organizado por la Concacaf. El torneo comenzó el 11 de marzo y culminó el 30 de abril de 2008.
El campeón fue el Pachuca mexicano, venciendo en la final al Saprissa de Costa Rica por un global de 3-2. Gracias al triunfo, representó a la confederación en el Mundial de Clubes 2008.
Esta fue la última edición que se llamó Copa de Campeones de la Concacaf, ya que para la temporada siguiente, pasó a nombrarse Liga de Campeones de la Concacaf, donde contó con varios cambios.

## Equipos participantes
| País                   | Equipo                     | Clasificación                                                        |
| ---------------------- | -------------------------- | -------------------------------------------------------------------- |
| México 2 cupos         | C.F. Pachuca Atlante F.C.  | Campeón del Clausura 2007 Campeón del Apertura 2007                  |
| Estados Unidos 2 cupos | Houston Dynamo D.C. United | Campeón de la MLS Cup 2007 Campeón de la MLS Supporters' Shield 2007 |
| Honduras 1 cupo        | C.D. Motagua               | Campeón de la Copa Interclubes de la Uncaf 2007                      |
| Jamaica 1 cupo         | Harbour View               | Campeón del Campeonato de Clubes de la CFU 2007                      |
| Costa Rica 1 cupo      | Deportivo Saprissa         | Subcampeón de la Copa Interclubes de la Uncaf 2007                   |
| Guatemala 1 cupo       | C.S.D. Municipal           | Tercer puesto de la Copa Interclubes de la Uncaf 2007                |

## Cuadro de desarrollo
|  | Cuartos de final                                                  | Cuartos de final                                                  | Cuartos de final                                                  | Cuartos de final                                                  |   |                | Semifinales                                                  | Semifinales                                                  | Semifinales                                                  | Semifinales                                                  |  |          | Final                                                  | Final                                                  | Final                                                  | Final                                                  |  |
|  | 11 y 12 de marzo de 2008 (ida) 18 al 20 de marzo de 2008 (vuelta) | 11 y 12 de marzo de 2008 (ida) 18 al 20 de marzo de 2008 (vuelta) | 11 y 12 de marzo de 2008 (ida) 18 al 20 de marzo de 2008 (vuelta) | 11 y 12 de marzo de 2008 (ida) 18 al 20 de marzo de 2008 (vuelta) |   |                | 1 y 2 de abril de 2008 (ida) 8 y 9 de abril de 2008 (vuelta) | 1 y 2 de abril de 2008 (ida) 8 y 9 de abril de 2008 (vuelta) | 1 y 2 de abril de 2008 (ida) 8 y 9 de abril de 2008 (vuelta) | 1 y 2 de abril de 2008 (ida) 8 y 9 de abril de 2008 (vuelta) |  |          | 23 de abril de 2008 (ida) 30 de abril de 2008 (vuelta) | 23 de abril de 2008 (ida) 30 de abril de 2008 (vuelta) | 23 de abril de 2008 (ida) 30 de abril de 2008 (vuelta) | 23 de abril de 2008 (ida) 30 de abril de 2008 (vuelta) |  |
|  |                                                                   |                                                                   |                                                                   |                                                                   |   |                |                                                              |                                                              |                                                              |                                                              |  |          |                                                        |                                                        |                                                        |                                                        |  |
|  |                                                                   |                                                                   |                                                                   |                                                                   |   |                |                                                              |                                                              |                                                              |                                                              |  |          |                                                        |                                                        |                                                        |                                                        |  |
|  | Municipal                                                         | 0                                                                 | 1                                                                 | 1                                                                 |   |                |                                                              |                                                              |                                                              |                                                              |  |          |                                                        |                                                        |                                                        |                                                        |  |
|  | Municipal                                                         | 0                                                                 | 1                                                                 | 1                                                                 |   |                |                                                              |                                                              |                                                              |                                                              |  |          |                                                        |                                                        |                                                        |                                                        |  |
|  | Houston Dynamo                                                    | 0                                                                 | 3                                                                 | 3                                                                 |   |                |                                                              |                                                              |                                                              |                                                              |  |          |                                                        |                                                        |                                                        |                                                        |  |
|  | Houston Dynamo                                                    | 0                                                                 | 3                                                                 | 3                                                                 |   | Houston Dynamo | 0                                                            | 0                                                            | 0                                                            |                                                              |  |          |                                                        |                                                        |                                                        |                                                        |  |
|  |                                                                   |                                                                   |                                                                   |                                                                   |   | Houston Dynamo | 0                                                            | 0                                                            | 0                                                            |                                                              |  |          |                                                        |                                                        |                                                        |                                                        |  |
|  |                                                                   |                                                                   | Saprissa                                                          | 0                                                                 | 3 | 3              |                                                              |                                                              |                                                              |                                                              |  |          |                                                        |                                                        |                                                        |                                                        |  |
|  | Atlante                                                           | 2                                                                 | Saprissa                                                          | 0                                                                 | 3 | 3              | 0                                                            | 2                                                            |                                                              |                                                              |  |          |                                                        |                                                        |                                                        |                                                        |  |
|  | Atlante                                                           | 2                                                                 |                                                                   |                                                                   |   |                |                                                              |                                                              |                                                              |                                                              |  |          |                                                        |                                                        |                                                        |                                                        |  |
|  | Saprissa                                                          | 1                                                                 | 3                                                                 | 4                                                                 |   |                |                                                              |                                                              |                                                              |                                                              |  |          |                                                        |                                                        |                                                        |                                                        |  |
|  | Saprissa                                                          | 1                                                                 | 3                                                                 | 4                                                                 |   |                |                                                              |                                                              |                                                              |                                                              |  | Saprissa | 1                                                      | 1                                                      | 2                                                      |                                                        |  |
|  |                                                                   |                                                                   |                                                                   |                                                                   |   |                |                                                              |                                                              |                                                              |                                                              |  | Saprissa | 1                                                      | 1                                                      | 2                                                      |                                                        |  |
|  |                                                                   |                                                                   | Pachuca                                                           | 1                                                                 | 2 | 3              |                                                              |                                                              |                                                              |                                                              |  |          |                                                        |                                                        |                                                        |                                                        |  |
|  | Motagua                                                           | 0                                                                 | Pachuca                                                           | 1                                                                 | 2 | 3              | 0                                                            | 0                                                            |                                                              |                                                              |  |          |                                                        |                                                        |                                                        |                                                        |  |
|  | Motagua                                                           | 0                                                                 |                                                                   |                                                                   |   |                |                                                              |                                                              |                                                              |                                                              |  |          |                                                        |                                                        |                                                        |                                                        |  |
|  | Pachuca                                                           | 0                                                                 | 1                                                                 | 1                                                                 |   |                |                                                              |                                                              |                                                              |                                                              |  |          |                                                        |                                                        |                                                        |                                                        |  |
|  | Pachuca                                                           | 0                                                                 | 1                                                                 | 1                                                                 |   | Pachuca        | 2                                                            | 1                                                            | 3                                                            |                                                              |  |          |                                                        |                                                        |                                                        |                                                        |  |
|  |                                                                   |                                                                   |                                                                   |                                                                   |   | Pachuca        | 2                                                            | 1                                                            | 3                                                            |                                                              |  |          |                                                        |                                                        |                                                        |                                                        |  |
|  |                                                                   |                                                                   | D.C. United                                                       | 0                                                                 | 2 | 2              |                                                              |                                                              |                                                              |                                                              |  |          |                                                        |                                                        |                                                        |                                                        |  |
|  | Harbour View                                                      | 1                                                                 | D.C. United                                                       | 0                                                                 | 2 | 2              | 0                                                            | 1                                                            |                                                              |                                                              |  |          |                                                        |                                                        |                                                        |                                                        |  |
|  | Harbour View                                                      | 1                                                                 |                                                                   |                                                                   |   |                |                                                              |                                                              |                                                              |                                                              |  |          |                                                        |                                                        |                                                        |                                                        |  |
|  | D.C. United                                                       | 1                                                                 | 5                                                                 | 6                                                                 |   |                |                                                              |                                                              |                                                              |                                                              |  |          |                                                        |                                                        |                                                        |                                                        |  |
|  | D.C. United                                                       | 1                                                                 | 5                                                                 | 6                                                                 |   |                |                                                              |                                                              |                                                              |                                                              |  |          |                                                        |                                                        |                                                        |                                                        |  |
|  |                                                                   |                                                                   |                                                                   |                                                                   |   |                |                                                              |                                                              |                                                              |                                                              |  |          |                                                        |                                                        |                                                        |                                                        |  |

### Cuartos de final
| 11 de marzo de 2008 | Motagua | 0:0 | Pachuca | Estadio Nacional de Tegucigalpa, Tegucigalpa            |  |
|                     |         |     |         | Asistencia: 35,846 espectadores Árbitro(s): Elmar Rodas |  |

| 19 de marzo de 2008 | Pachuca                 | 1:0 (1:0) (Global 1:0) | Motagua | Estadio Hidalgo, Pachuca de Soto |                             |
|                     | Luis Montes Jiménez 42' |                        |         | Árbitro(s): Ricardo Salazar      | Árbitro(s): Ricardo Salazar |

| 12 de marzo de 2008, 20:00 | Harbour View | 1:1 (0:1) | D.C. United    | Independence Park, Kingston |                           |
|                            | Palmer 85'   |           | McTavish 45+1' | Árbitro(s): Philip Jordan   | Árbitro(s): Philip Jordan |

| 18 de marzo de 2008 | D.C. United                                            | 5:0 (1:0) (Global 6:1) | Harbour View | Estadio Robert F. Kennedy, Washington D.C                    |                                                              |
|                     | McTavish 26', 68' · Luciano Emilio 63', 66' · Fred 88' |                        |              | Asistencia: 12.000 espectadores Árbitro(s): Germán Arredondo | Asistencia: 12.000 espectadores Árbitro(s): Germán Arredondo |

| 13 de marzo de 2008 | Atlante                              | 2:1 (1:1) | Saprissa    | Estadio Andrés Quintana Roo, Cancún |                           |
|                     | Pereyra 40' · Christian Bermúdez 71' | Reporte   | Centeno 26' | Árbitro(s): Carlos Batres           | Árbitro(s): Carlos Batres |

| 20 de marzo de 2008 | Saprissa                                                | 3:0 (2:0) (Global 4:2) | Atlante | Estadio Ricardo Saprissa Aymá, San José               |                                                       |
|                     | Castillo 19' (a.g.) · Alonso 40' · Cervantes 67' (a.g.) | Reporte                |         | Asistencia: 22.000 espectadores Árbitro(s): Alex Prus | Asistencia: 22.000 espectadores Árbitro(s): Alex Prus |

| 12 de marzo de 2008 | Municipal | 0:0 | Houston Dynamo | Estadio Mateo Flores, Ciudad de Guatemala                  |  |
|                     |           |     |                | Asistencia: 4.000 espectadores Árbitro(s): Edgar Rodríguez |  |

| 19 de marzo de 2008 | Houston Dynamo                               | 3:1 (1:0) (Global 3:1) | Municipal          | Robertson Stadium, Houston   |                              |
|                     | De Rosario 47', 70' (pen.) · Wondolowski 74' |                        | Ramírez 86' (pen.) | Árbitro(s): Mauricio Morales | Árbitro(s): Mauricio Morales |

### Semifinales
| 1 de abril de 2008 | Pachuca                      | 2:0 (0:0) | D.C. United | Estadio Hidalgo, Pachuca de Soto |                            |
|                    | Luis Montes Jiménez 62', 80' |           |             | Árbitro(s): Roberto Moreno       | Árbitro(s): Roberto Moreno |

| 8 de abril de 2008 | DC United                            | 2:1 (0:0) (Global 2:3) | Pachuca            | Estadio Robert F. Kennedy, Washington D. C. |                          |
|                    | Rod Dyachenko 85' · Franco Niell 90' |                        | Damián Álvarez 76' | Árbitro(s): José Aguilar                    | Árbitro(s): José Aguilar |

| 2 de abril de 2008 | Houston Dynamo | 0:0     | Saprissa | Robertson Stadium, Houston    |                               |
|                    |                | Reporte |          | Árbitro(s): Courtney Campbell | Árbitro(s): Courtney Campbell |

| 9 de abril de 2008 | Saprissa                                                    | 3:0 (1:0) (Global 3:0) | Houston Dynamo | Estadio Ricardo Saprissa Aymá, San José |                                     |
|                    | Pat Ianni 34' (a.g.) · Celso Borges 48' · Jairo Arrieta 76' | Reporte                |                | Árbitro(s): Marco Antonio Rodríguez     | Árbitro(s): Marco Antonio Rodríguez |

### Final

#### Ida
| 23 de abril de 2008, 20:30 | Saprissa           | 1:1 (0:0) | Pachuca              | Estadio Ricardo Saprissa Aymá, San José                   |                                                           |
|                            | Víctor Cordero 89' |           | Luis Gabriel Rey 46' | Asistencia: 22,500 espectadores Árbitro(s): Carlos Batres | Asistencia: 22,500 espectadores Árbitro(s): Carlos Batres |

#### Vuelta
| 30 de abril de 2008, 20:30 | Pachuca                                     | 2:1 (1:0) (Global 3:2) | Saprissa            | Estadio Hidalgo, Pachuca de Soto                             |                                                              |
|                            | Christian Giménez 3' · Luis Gabriel Rey 54' | Reporte                | Jairo Arrieta 90+2' | Asistencia: 30,000 espectadores Árbitro(s): Mauricio Navarro | Asistencia: 30,000 espectadores Árbitro(s): Mauricio Navarro |

| México                    |
| Campeón Pachuca 3° título |

## Goleadores
| Jugador           | Equipo         | Goles |
| ----------------- | -------------- | ----- |
| Luis Montes       | Pachuca        | 3     |
| Devon McTavish    | D.C. United    | 3     |
| Jairo Arrieta     | Saprissa       | 2     |
| Armando Alonso    | Saprissa       | 2     |
| Dwayne De Rosario | Houston Dynamo | 2     |
| Luciano Emilio    | D.C. United    | 2     |
| Luis Gabriel Rey  | Pachuca        | 2     |